# Seznam přehradních nádrží v Evropě
Seznam evropských přehradních nádrží.

## Podle zemí

### Mezinárodní
- Alqueva (Portugálsko, Španělsko)
- Kyjevská přehrada (Bělorusko, Ukrajina)
- Narvská přehrada (Estonsko, Rusko)
- Oravská přehrada (Polsko, Slovensko)
- Železná vrata (Srbsko, Rumunsko)

### Česko
- Seznam českých přehrad

### Černá Hora
- Mratinje

### Finsko
- Lokka

### Itálie
- Přehradní hráz Vajont

### Litva
- Kaunaská přehrada

### Moldavsko
- Dubosarská přehrada

### Polsko
- Seznam polských přehrad

### Rusko
- Seznam ruských přehrad

### Slovensko
- Seznam slovenských přehrad

### Ukrajina
- Seznam ukrajinských přehrad